# Kelly Kryczka
Kelly Kryczka (Calgary, 8 de julio de 1961) es una deportista canadiense que compitió en natación sincronizada.
Participó en los Juegos Olímpicos de Los Ángeles 1984, obteniendo una medalla de plata en la prueba solo. Ganó tres medallas en el Campeonato Mundial de Natación de 1982.

## Palmarés internacional
| Juegos Olímpicos   | Juegos Olímpicos             | Juegos Olímpicos | Juegos Olímpicos |
| Año                | Lugar                        | Medalla          | Prueba           |
| ------------------ | ---------------------------- | ---------------- | ---------------- |
| 1984               | Los Ángeles (Estados Unidos) | Medalla de plata | Dúo              |
| Campeonato Mundial |                              |                  |                  |
| Año                | Lugar                        | Medalla          | Prueba           |
| 1982               | Guayaquil (Ecuador)          | Medalla de oro   | Dúo              |
| 1982               | Guayaquil (Ecuador)          | Medalla de oro   | Equipo           |
| 1982               | Guayaquil (Ecuador)          | Medalla de plata | Solo             |